# 네무리 쿄시로
《네무리 쿄시로》(일본어: 眠狂四郎 네무리 쿄시로[*])은 1972년 10월 3일부터 1973년 3월 27일까지 일본 후지 TV에서 매주 화요일 밤 10시부터 10시 55분까지 방송된 사극이다. 사극 작가의 시바타 렌 자부로 소설을 영상화 한 것이다. 타무라 마사카즈의 대표작의 하나가되었다. 이후 타무라 주연으로 5 작품의 스페셜 판 제작 된.

## 출연
- 타무라 마사카즈 : 네무리 쿄시로